# Jewell Loyd
Pour les articles homonymes, voir Loyd.
Jewell Loyd, née le 5 octobre 1993 à Chicago, Illinois aux États-Unis, est une joueuse américaine de basket-ball. Elle a joué au basket-ball pour l'université de Notre-Dame-du-Lac et est sélectionnée en première position de la draft WNBA 2015 par le Storm de Seattle.

## Biographie

### Jeunesse
Elle joue pour le lycée Niles West à Skokie dans l'Illinois où elle a obtenu en moyenne 24,8 points et 11,9 rebonds par match et elle a marqué 3 077 points au total, menant l'équipe à un record de 93 victoires pour 31 défaites au cours de ces années au lycée. Son numéro a été retiré par la Niles West High School, le premier numéro retiré de l'histoire de l'école.

### Carrière universitaire
En trois saisons, Loyd se qualifie trois fois pour le Final Four avec les Fighting Irish de Notre-Dame. Dès son année freshman, elle débute 35 des 36 rencontres avec des moyennes de 12,5 points et 5,2 rebonds et atteint les demi-finales nationales. En sophomore, elle débute les 37 rencontres et Notre-Dame n'est défait que lors de la finale NCAA face aux Huskies du Connecticut qui remportent leur second titre consécutif. Ses statistiques sont de 18,6 points à 51,7 % de réussite (39,8 % à trois points) et 6,5 rebonds. En junior, elle passe à 19,8 points, 3,0 passes décisives, 5,3 rebonds et 1,5 interception avec une nouvelle finale NCAA perdue de nouveau face aux Huskies et se déclare candidate à la draft WNBA 2015 après seulement trois saisons NCAA.

### Carrière professionnelle

#### En WNBA
Bien que junior, elle se déclare candidate à la draft, ce qui surprend son entraîneure Muffet McGraw (en) qui se déclare « incroyablement déçue », mais Loyd assure vouloir compléter son diplôme. Elle est choisie en première position de la draft WNBA 2015 par le Storm de Seattle. Elle connait des débuts assez poussifs, mais épaulée par Sue Bird, elle réussit plusieurs sorties à 10 points ou plus en juillet. La meneuse vétéran dit d'elle « Elle commence à s'imposer et s'intégrer au jeu de l'équipe. Elle est toujours les plus grands ouverts et avide d'apprendre ». Elle est nommée rookie du mois de juillet avec 10,5 points en 28,1 minutes, les plus forts chiffres des rookies, seconde à la réussite à trois points (46,2 %)  avec une belle adresse de 93,9 % aux lancers francs. Malgré un mauvais départ, elle aide le Storm à battre les Mystics de Washington le 30 août 2015 en inscrivant 18 points dont 14 lancers francs réussis sur 14, surpassant le record de 13 lancers sans échec dans une même rencontre établi par Lauren Jackson le 3 août 2006 déjà face aux Mystics.
Le Storm n'accède pas aux play-offs, mais Jewell Loyd est nommée Rookie de l'année de la WNBA avec 21 voix, devançant Kiah Stokes qui reçoit 16 voix. Ses statistiques sur l'année sont de 10,7 points en 25,9 minutes, 3,5 rebonds et 1,9 passe décisive en 34 rencontres, dont 23 titularisations, avec une adresse aux lancers francs de 90,4 % qui est la quatrième de la ligue. En progression tout au long de la saison, elle est ainsi à 12,2 points à 44,0 % d'adrese au tir en août et à 13,6 points on 48,1 % en septembre.
Loyd inscrit un nouveau record personnel avec 30 points le 21 mai 2016, dont le panier de la victoire à deux secondes de la fin de la rencontre face au Mercury de Phoenix. Fin juin le bilan du Storm est de 6 victoires pour 9 revers, mais le jeune duo Stewart-Loyd s'affirme comme un des plus redoutables de la ligue. La moyenne de points de Loyd est passée de 16,6 contre 10,1 l'an passé avec un pointe à 32 points le 3 juin, le tout agrémenté de 2,9 passes décisives et 3,9 rebonds, supérieurs à ses standards de 2015.
En janvier 2025, Loyd quitte le Storm et rejoint les Aces de Las Vegas dans un échange impliquant Kelsey Plum.

#### En Europe
Pour sa première expérience hors des États-Unis, en 2015-2016, Loyd s'engage avec le club turc de Galatasaray SK.
Arrivée en janvier 2019 au club de Salamanque pour remplacer Elin Eldebrink blessée, elle réussite une belle fin de  saison (14,9 points à 50 % et 3,6 rebonds en championnat, 12,7 points et 3,3 rebonds en Euroligue, 12,5 points et 2 rebonds en 2 rencontres d’Eurocoupe fa face au futur vainqueur de la compétition Nadejda Orenbourg) et prolonge durant l'été pour une seconde saison en Espagne.

#### Unrivaled
Le 12 juillet 2024, la nouvelle ligue de basket-ball à trois, Unrivaled, annonce la participation de Jewell Loyd à sa première saison en janvier 2025. Créée par Breanna Stewart et Napheesa Collier, cette ligue réunit trente-six joueuses réparties en six équipes. Les matchs ont lieu à Miami. Jewell Loyd est la cinquième joueuse révélée. Elle évolue pour le Mist Basketball Club entraîné par Phil Handy. Dans cette équipe, elle retrouve Breanna Stewart, avec qui elle a gagné deux championnats quand elles jouaient ensemble pour le Storm. 

### Équipe nationale
En 2010, elle remporte la médaille d'or avec les 17 ans et moins 2010 qui finit invaincue les huit rencontres où elle finit avec 8,6 points et 4,0 rebonds par rencontre.
À l'été 2014, Loyd remporte Championnats du monde de basket-ball 3×3
Avec l'équipe des 17 ans et moins, Loyd débute les huit rencontres, avec notamment 30 points face au Japon. Elle score en moyenne 12,8 points par rencontre. Invaincue, l'équipe remporte la médaille d'or,.
Elle est retenue dans la Select Team, l'équipe qui sert de partenaire à la sélection olympique de 2016. Lors d'une rencontre amicale les opposant (84-88), elle s'illustre avec 20 points et 7 passes décisives.
Loyd est membre de la sélection américaine qui remporte la Coupe du monde 2018 en enchaînant six rencontres sans défaite en Espagne.
Elle fait partie des douze sélectionnées pour le tournoi olympique de 2020, disputé en 2021 en raison de la pandémie de Covid-19, qui remporte la médaille d'or.

### Vie privée
Elle est diagnostiquée comme souffrant de dyslexie à l'âge de 12 ans, maladie qu'elle rend publique en 2016.

## Statistiques

### États-Unis

#### Université
| Gras/Meilleures performances | [ 20 ] |

| Saison                    | Équipe                       | Matchs | Titul. | Min./m | % Tir | % 3pts | % LF | Rbds/m. | Pass/m. | Int/m. | Ctr/m. | Pts/m. |
| ------------------------- | ---------------------------- | ------ | ------ | ------ | ----- | ------ | ---- | ------- | ------- | ------ | ------ | ------ |
| 2012-2013                 | Fighting Irish de Notre Dame | 36     | 35     | 31,1   | 44,7  | 41,3   | 82,0 | 5,2     | 2,1     | 1,0    | 0,3    | 12,5   |
| 2013-2014                 | Fighting Irish de Notre Dame | 37     | 37     | 29,8   | 51,7  | 39,8   | 80,8 | 6,5     | 2,1     | 1,6    | 0,5    | 18,6   |
| 2014-2015                 | Fighting Irish de Notre Dame | 39     | 38     | 32,0   | 44,3  | 30,8   | 82,6 | 5,3     | 3,0     | 1,5    | 0,4    | 19,8   |
| Total : moyenne par match | Total : moyenne par match    |        |        | 31,0   | 47,0  | 36,7   | 81,9 | 5,7     | 2,4     | 1,4    | 0,4    | 17,0   |
| Totaux                    | Totaux                       | 112    | 110    | 3 473  | 703   | 99     | 404  | 634     | 273     | 152    | 46     | 1 909  |

## Palmarès et distinctions

### Palmarès

#### En club
- Championne WNBA 2018[21] et 2020[22]

#### En sélection nationale
- Médaille d’or du Championnats du monde de basket-ball 3×3 2014[1]
- Médaille d'or avec les 17 ans et moins 2010[1]
- Médaille d’or de la Coupe du monde 2018[17]
- Médaille d’or de la Coupe du monde 2022
- Médaille d'or aux Jeux olympiques de 2020 à Tokyo[18]
- Médaille d’or aux Jeux olympiques de Paris 2024

### Distinctions personnelles
- 2014 : Deuxième cinq de Associated Press All-America
- 2014 : USBWA All-America Team
- 2014 : WBCA All-America Team
- 2014 : ESPNW All-America second team
- 2014 : NCAA All-Final Four Team
- 2014 : Meilleur cinq de l'Atlantic Coast Conference
- 2014 : ACC All-Defensive Team
- 2014 : ACC Tournament MVP and All-Tournament Team
- 2014 : All-ACC Defensive Team
- 2013 : USBWA National Freshman of the Year
- 2013 : Big East Conference Freshman of the Year and Big East All-Freshman Team
- 2013 : All-Big East honorable mention
- 2013 : Big East All-Tournament Team
- Rookie de l'année 2015[23]
- Sélection aux WNBA All-Star Game 2018[24] et 2019[25].
- Second meilleur cinq de la WNBA (2016[26])

## Pour approfondir